# Constantino (cônsul em 457)
Flávio Constantino (em latim: Flavius Constantinus; fl. 447-464), erroneamente chamado Constâncio por Prisco de Pânio, foi um oficial bizantino do século V, ativo durante o reinado dos imperadores Teodósio II (r. 408–450), Marciano (r. 450–457) e Leão I, o Trácio (r. 457–474). Ficou famoso por seus mandatos como prefeito pretoriano do Oriente, sobretudo o primeiro no qual reconstruiu as Muralhas de Constantinopla, e por ter realizado uma embaixada para a corte sassânida do xá Perozes I (r. 459–484).

## Vida

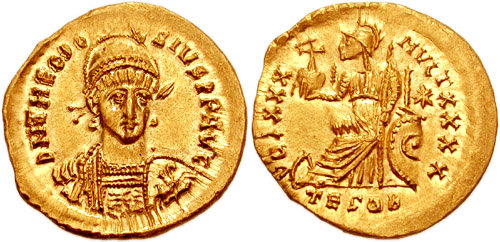
Soldo de r.

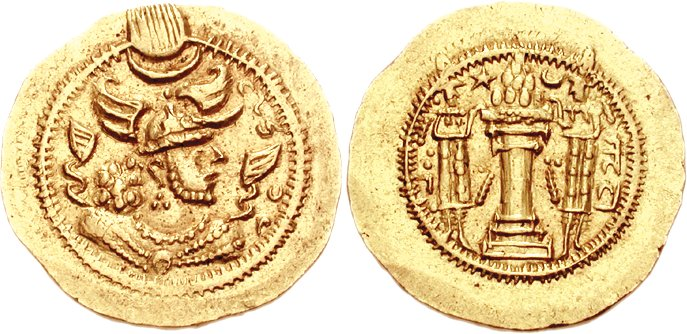
Dinar de ouro de r.

Constantino nasceu em algum momento desconhecido durante o século V em Laodiceia na Frígia, onde seria erguida uma estátua em sua homenagem. Seu parentesco é desconhecido, embora possivelmente possa ser pai de João. Aparece pela primeira vez cerca de 447, quando, como prefeito pretoriano do Oriente, reconstruiu as Muralhas de Constantinopla, que haviam sido danificadas por um terremoto em janeiro daquele ano. Temeroso pela aproximação à capital dos hunos de Átila, mobilizou as facções do Hipódromo, assim reunindo 16 000 trabalhadores.
Com a utilização destes trabalhadores, Constantino relatadamente conseguiu realizar as obras de reparação e limpar os fossos em apenas seis dias do mês de março: os Azuis trabalharam no trecho das muralhas do Portão de Blaquerna ao Portão de Miriândrio, enquanto os Verdes trabalham desse ponto ao mar de Mármara. Uma inscrição bilíngue foi erigida para celebrar estas obras. Enquanto esteve em ofício, recebeu uma carta do bispo Teodoreto na qual o último solicitou a redução dos impostos de Cirro, na Síria.
Após deixar seu ofício, talvez ainda em 447, recebeu outra carta de Teodoreto. Em 451, frequentou várias seções do Concílio da Calcedônia (8, 10, 17 e 25 de outubro) conveniado pelo imperador Marciano (r. 450–457) e em 456, foi novamente nomeado como prefeito pretoriano do Oriente como mostram algumas leis preservadas no Código de Justiniano. Em 457, serviu como cônsul anterior ao lado de Rufo, e em 459, foi nomeado pela terceira vez como prefeito pretoriano. Em 464/465, foi enviado por Leão I, o Trácio (r. 457–474) como emissário para o xá sassânida Perozes I (r. 459–484).
Segundo os fragmentos da obra de Prisco de Pânio, teria esperado por algum tempo em Edessa, próximo a fronteira entre o Império Bizantino e o Império Sassânida, até Perozes estar pronto para recebê-lo. A embaixada teria se encontrado com o xá em Gorgas para deliberar sobre as várias queixas e exigências feitas por Perozes, inclusive a solicitação de auxílio financeiro dos bizantinos para a defesa das Portas Cáspias. Os bizantinos recusaram-se a atender o pedido, e Constantino foi enviado de volta sem conseguir nada. Considerando a nomeação de Constantino à posição de patrício em algum momento após 457, os autores da Prosopografia do Império Romano Tardio sugeriram que tal nomeação teria ocorrida em ocasião da embaixada para elevar seu estatuto.